# Палійов Йосип Якович
Йосип Якович Палійов (27 грудня 1915 — 20 липня 1990) — Герой Соціалістичної Праці (1948)

## Життєпис
Учасник радянсько-німецької війни.
У повоєнний час працював у сільському господарстві.
Виявив високі організаторські якості, уміння спрямувати роботу на досягнення високих виробничих результатів.
Багато років працював у радгоспі «Дружба» — одному з найбільших господарств Сватівського району.

## Нагороди та відзнаки
- Указом Президії Верховної Ради СРСР від 23 березня 1948 року Й. Я. Палійова було присвоєно звання Героя Соціалістичної Праці.
- Рішенням виконкому Сватівської міської ради від 24 жовтня 1973 року Палійов Й. Я. «За бездоганне виконання депутатських обов'язків та активну участь у суспільно-політичному житті міста» занесений до Книги Пошани з присвоєнням звання «Почесний громадянин міста Сватове».